# مركز بحوث التنمية الدولية
مركز بحوث التنمية الدولية (بالإنجليزية: IDRC)‏ هيئة حكومية كندية تعنى بالبحوث العلمية في مجال التنمية الدولية.
يتعاون مركز بحوث التنمية الدولية عن قرب مع مؤسسات البحث العلمي والتعليم العالي والهيئات الحكومية في الوطن العربي منذ عام 1971. وبعد ذلك بثلاثة أعوام أنشأ المركز مقرا دائما له في المنطقة؛ وذلك بافتتاح مكتب إقليمي في العاصمة اللبنانية بيروت، ثم انتقل مقر المكتب إلى القاهرة عام 1976، ويعد هذا المكتب مركزاً لأنشطة المركز في 10 دول تمتد من تركيا إلى المغرب. وقد دعم مركز بحوث التنمية الدولية – كندا، خلال الثلاثين عاماً الماضية ما يزيد على 550 مشروعاً للأبحاث تديرها وتشرف عليها المؤسسات والجهات البحثية في المنطقة. توجد مجموعة من المراجع الخاصة بكل دولة تقدم فكرة عامة عن أعمال المركز بها، وتتضمن هذه المراجع الأفكار الرئيسية للمشروعات.
يدعم المركز في إطار عمل برنامج واستراتيجية المؤسسات (CSPF من 2005 إلى 2010) أربعة مجالات عامة من البرامج في المنطقة وهي: إدارة البيئة والموارد الطبيعية (ENRM) وتكنولوجيا المعلومات والاتصالات من أجل التنمية (ICT4D) والإبداع والسياسة والعلوم، والسياسة الاجتماعية والاقتصادية (SEP).

## وصلات خارجية
الموقع الرسمي لمركز بحوث التنمية الدولية